# Seleção Indiana de Futebol Sub-17
A Seleção Indiana de Futebol Sub-17 é a equipe oficial de Futebol sub-17 da Índia. Controlado pela Associação Indiana de Futebol, o órgão governante do futebol na Índia, a equipe faz parte da Confederação Asiática de Futebol e da Federação Sul-Asiática de Futebol.Histórico em competições

## Histórico em competições

###### Copa do Mundo FIFA Sub-17
A Índia ainda não participou da Copa do Mundo FIFA Sub-17, mas será pela primeira vez em 2017 quando o país hospedar a edição 2017 do torneio.

### Campeonato Asiático de Futebol Sub-16
O Campeonato Asiático Sub-16 é o torneio de nível superior para equipas de futebol sub-16 na Ásia desde 1985. A Índia participou do torneio pela primeira vez em 1990. A Índia foi eliminada do torneio na fase de grupos, terminando em terceiro lugar em seu grupo de quatro equipes. A equipe conseguiu ganhar uma vitória, contra a Jordânia. A equipe se classificou novamente para o torneio em 1996. A Índia terminou em último lugar no seu grupo, que consistia com Bahrein, China, Irão, e Tailândia. A equipe perdeu três de seus quatro jogos, com a vitória única vinda contra a China.
A Índia qualificou novamente para o torneio em 2002. Neste torneio, a Índia conseguiu chegar ao seu melhor resultado, a rodada dos quartos-de-final. A equipe assumiu a Coreia do Sul mas perdeu 3-1 e assim não conseguiu avançar mais. Após o torneio de 2002, a Índia se classificou para o próximo torneio no Japão. Apesar de resultados decentes, duas derrotas e uma vitória na fase de grupos viram a Índia terminar em terceiro e nocauteado do torneio.
Depois de não se qualificar para o torneio de 2006, Índia conseguiu se qualificar para o torneio de 2008. Duas derrotas e uma só vitória contra a Indonésia.